# Mihaela Melinteová
Mihaela Melinteová (* 27. března 1975) je rumunská atletka, mistryně světa a mistryně Evropy v hodu kladivem.

## Kariéra
Stala se premiérovou mistryní Evropy v hodu kladivem v roce 1998. O rok později se stala také první mistryní světa v této disciplíně. Celkem pětkrát vytvořila světový rekord v hodu kladivem. Její osobní rekord z roku 1999 má hodnotu 76,09 metru.